# Joanna Wiśniewska
Joanna Wiśniewska (Breslavia, Polonia, 24 de mayo de 1972) es una atleta polaca especializada en la prueba de lanzamiento de disco, en la que llegó a ser medallista de bronce europea en 2010.

## Carrera deportiva
En el Campeonato Europeo de Atletismo de 2010 ganó la medalla de bronce en el lanzamiento de disco, con una marca de 62.37 metros. Fue superada por la croata Sandra Perković (oro) y la rumana Nicoleta Grasu (plata con 63.48 metros).